# Exodeconus
Exodeconus é um género botânico pertencente à família Solanaceae.